# Mark Santer

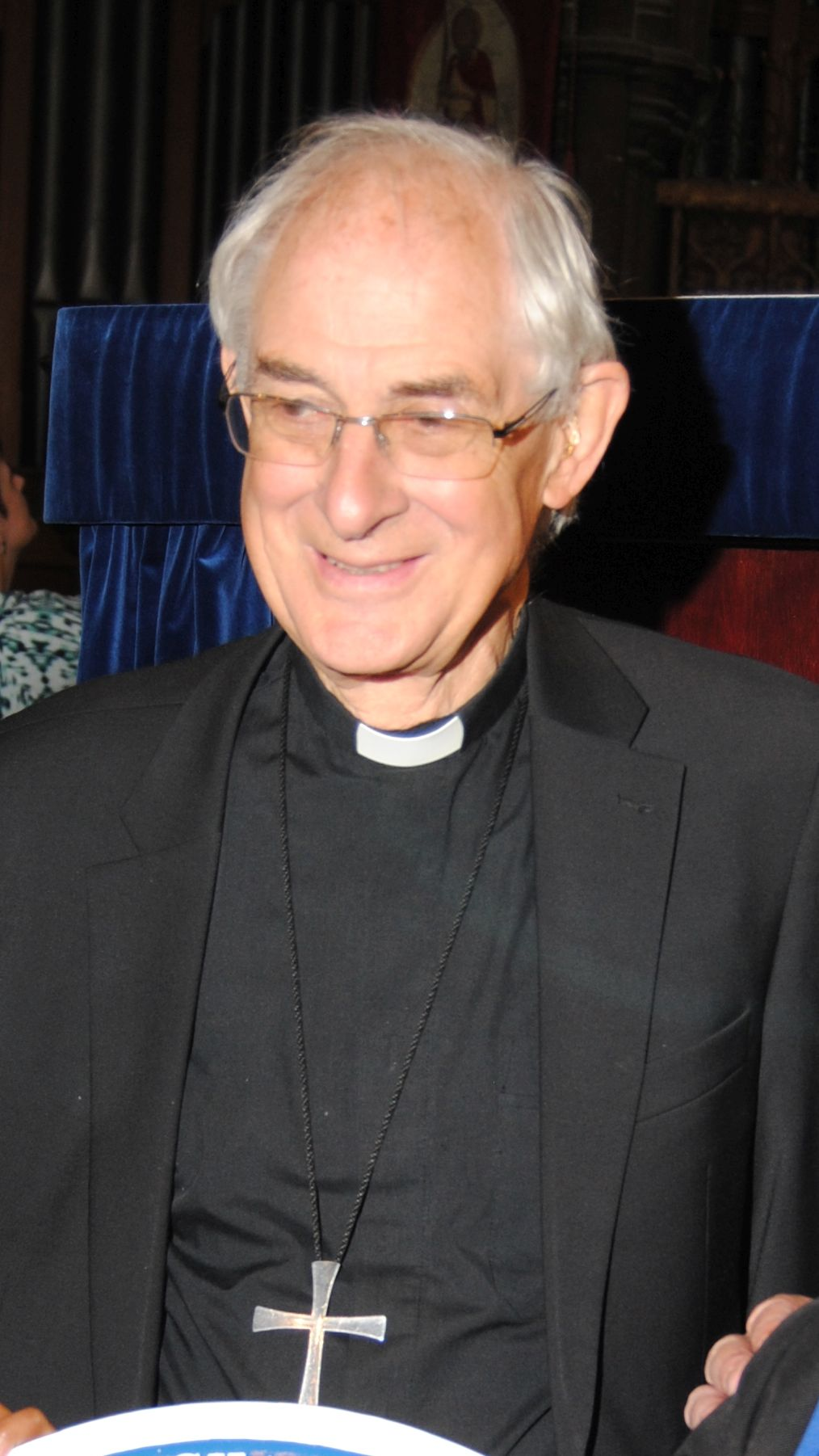
Santer im September 2015

Mark Santer (* 29. Dezember 1936; † 14. August 2024) war ein britischer anglikanischer Theologe und Hochschullehrer. Er war von 1987 bis 2002 Bischof der Diözese Birmingham in der Church of England.
Santer wurde als Sohn von Reverend Canon Eric Arthur Robert Santer und dessen Ehefrau Phyllis Clare Barlow geboren. Er besuchte das Marlborough College und studierte am Queens’ College der University of Cambridge. 1963 wurde er zum Diakon geweiht; 1964 folgte die Priesterweihe. Seine Priesterlaufbahn begann er von 1963 bis 1967 als Hilfsvikar (Assistant Curate) in Cuddesdon in der Nähe von Oxford. Gleichzeitig war er Tutor am Ripon Theological College Cuddesdon. Anschließend war er von 1967 bis 1972 Dean und Fellow des Clare College der University of Cambridge. Er war von 1968 bis 1972 Dozent (Assistant lecturer) im Fach Theologie an der University of Cambridge. Von 1972 bis 1981 war er Principal des Westcott House Theological College in Cambridge. 1981 wurde er zum Bischof geweiht. Von 1981 bis 1987 war er als „Bischof von Kensington“ Suffraganbischof in der Diözese London der Church of England. 1987 wurde er, als Nachfolger von Hugh Montefiore, Bischof von Birmingham in der Church of England. 2002 ging er in den Ruhestand. Sein Nachfolger als Bischof von Birmingham wurde John Sentamu. Nach seinem Ruhestand wirkte er seit 2002 als Ehrenamtlicher Hilfsbischof (Honorary Assistant Bishop) in der Diözese Worcester.
Santer war ein entschiedener Gegner der vom Birmingham City Council initiierten Feierlichkeiten, die den Namen „Winterval“ erhielten. Dabei handelte es sich um eine aus Gründen der Political Correctness durchgeführte Kampagne, bei der der Begriff Weihnachten bewusst ausgespart wurde, um eine Diskriminierung der nicht-christlichen Bevölkerung Birminghams zu vermeiden. Santer fand die Kampagne lächerlich; dies komme vielmehr einer Zensur des Christentums gleich.
Santer war zweimal verheiratet. 1964 heiratete er Henriette Cornelia Weststrate († 1994). Aus der Ehe gingen drei Kinder hervor, ein Sohn und zwei Töchter. 1997 heiratete er in zweiter Ehe Sabine Boehmig Bird († 2021).

## Mitgliedschaft im House of Lords
Santer gehörte in seiner Eigenschaft als Bischof von Birmingham von September 1994 bis zu seinem Ruhestand Ende Mai 2002 als Geistlicher Lord dem House of Lords an. 
Im Hansard sind insgesamt 37 Wortbeiträge Santers aus den Jahren von 1995 bis 2002 dokumentiert. Seine Antrittsrede hielt er am 5. April 1995 im Rahmen einer Debatte über die Ausbildung von Bewährungshelfern in Großbritannien. Am 23. Mai 2002 meldete er sich während seiner Amtszeit im House of Lords zuletzt zu Wort.